# Seututie 384
Pour les articles homonymes, voir Route 384.
La route régionale 384 (finnois : Seututie 384) est une route régionale allant de Virolahti jusqu'à Taavetti à Luumäki en Finlande,,.

## Présentation
La seututie 384 est une route régionale de la Vallée de la Kymi et de Carélie du Sud.